# Pterocaesio lativittata
Pterocaesio lativittata is een straalvinnige vis uit de familie van Caesionidae, orde baarsachtigen (Perciformes), die voorkomt in het westen van de Indische Oceaan, het oosten van de Indische Oceaan, de Grote Oceaan.

## Anatomie
Pterocaesio lativittata kan een maximale lengte bereiken van 13 cm. Van de zijkant gezien heeft het lichaam van de vis een normale vorm, van bovenaf gezien is de vorm het best te typeren als gedrongen. De kop is min of meer recht. De ogen zijn normaal van vorm en zijn symmetrisch.
De vis heeft één zijlijn, één rugvin en één aarsvin. Er zijn tien stekels en 14 tot 16 vinstralen in de rugvin en drie stekels en 12 tot 13 vinstralen in de aarsvin.

## Leefwijze
Pterocaesio lativittata is een zoutwatervis die voorkomt in een tropisch klimaat.  De soort is voornamelijk te vinden in zeeën en koraalriffen. De diepte waarop de soort voorkomt is maximaal 40 m onder het wateroppervlak.
Het dieet van de vis bestaat hoofdzakelijk uit dierlijk voedsel, waarmee het zich voedt door selectief plankton uit het water te filteren.
De soort komt niet voor op de Rode Lijst van de IUCN.